# Петросимония трёхтычинковая
Петросимо́ния трёхтычи́нковая (лат. Petrosimonia triandra) — вид двудольных растений рода Петросимония (Petrosimonia) семейства Амарантовые (Amaranthaceae). Впервые описан немецко-российским ботаником Петером Симоном Палласом под таксономическим названием Polycnemum triandrum Pall.basionym; перенесён в состав рода Petrosimonia Карлом Рехингером в 1889 году.

## Распространение и среда обитания
Встречается в Румынии, на Украине, в России и Казахстане.
Предпочитает степные и пустынно-степные участки с солонцеватыми почвами.

## Ботаническое описание
Однолетнее опушённое растение с прямостоячим стеблем высотой 20—35 см.
Листья простые; стеблевые — линейно-нитевидные, размещены в основном очерёдно, прикорневые расширенные или полуобёрнуты вокруг стебля.
Соцветие колосовидное, состоит из одиночных, собранных в листовых пазухах цветков с гладкими овальным листочками околоцветника.

## Охранный статус
Занесена в Красные книги Новосибирской, Воронежской и Самарской областей России.

## Синонимы
Синонимичные названия:
- Anabasis triandra (Pall.) M.Bieb.
- Halimocnemis triandra (Pall.) Moq.
- Halimocnemis volvox (Pall.) C.A.Mey.
- Petrosimonia volvox (Pall.) Bunge
- Polycnemum salsum Willd.
- Polycnemum triandrum Pall.basionym
- Polycnemum volvox Pall.